# Alien Nation (película)
Alien Nation (en España: Alien nación, en México: Misión Aliens) es un filme estadounidense de 1988, del género ciencia ficción dirigido por Graham Baker. Su temática es la dificultad de que dos culturas de planetas distintos se integren.

## Argumento
Una nave con aliens, esclavos liberados de otra raza alienígena, llega a la tierra y 300.000 visitantes comienzan a integrarse en todas las actividades humanas, inclusive la policía. La acción transcurre en una ciudad de Los Ángeles del futuro donde un detective de la policía, cuyo compañero fue muerto por una banda de aliens, comienza a investigar el crimen teniendo por compañero el primer alien que consigue ascender a detective de la policía.

## Reparto
| Actor               | Personaje                      | Notas                          |
| ------------------- | ------------------------------ | ------------------------------ |
| James Caan          | Det. Sgt. Matthew Sykes        |                                |
| Mandy Patinkin      | Det. Samuel "George" Francisco |                                |
| Terence Stamp       | William Harcourt               |                                |
| Kevyn Major Howard  | Rudyard Kipling                |                                |
| Leslie Bevis        | Cassandra                      |                                |
| Peter Jason         | Fedorchuk                      |                                |
| Conrad Dunn         | Quint                          | Acreditado como George Jenesky |
| Jeff Kober          | Joshua Strader                 |                                |
| Roger Aaron Brown   | Det. Bill Tuggle               |                                |
| Tony Simotes        | Wiltey                         |                                |
| Michael David Simms | Traficante humano              |                                |
| Ed Krieger          | Traficante alien               |                                |
| Tony Perez          | Alterez                        |                                |
| Brian Thompson      | Trent Porter                   |                                |
| Francis X. McCarthy | Cap. Warner                    | Acreditado como Frank McCarthy |